# The Staves
The Staves sono un trio musicale britannico, formatosi nel 2009 a Watford e composto dalle sorelle Jessica, Camilla e Emily Staveley-Taylor.

## Storia
The Staves hanno iniziato la loro carriera musicale esibendosi nei pub. Nel 2012 hanno cantato al South by Southwest e in supporto dei The Civil Wars e di Bon Iver. Nel novembre dello stesso anno hanno pubblicato il loro album di debutto Dead & Born & Grown, che ha esordito alla 42ª posizione della Official Albums Chart.
È stato seguito nel 2015 da If I Was, arrivato alla 14ª posizione della classifica britannica. Nello stesso periodo hanno aperto i concerti del How Big, How Blue, How Beautiful Tour dei Florence and the Machine. Nel febbraio 2021 è uscito il terzo disco del trio, intitolato Good Woman.

## Formazione
- Jessica Staveley-Taylor
- Camilla Staveley-Taylor
- Emily Staveley-Taylor

## Discografia

### Album in studio
- 2012 – Dead & Born & Grown
- 2015 – If I Was
- 2021 – Good Woman
- 2024 - All Now

### Album dal vivo
- 2011 – Live at Cecil Sharp House
- 2013 – Dead & Born & Grown & Live
- 2017 – The Way Is Read

### EP
- 2010 – Facing West
- 2011 – Mexico
- 2012 – The Motherlode
- 2014 – Blood I Bled
- 2016 – Sleeping in a Car
- 2018 – Pine Hollow (Live)